# Гродненская операция (1706)
Блокада Гродно — одно из решающих событий кампании 1706 года во время Северной войны, когда русская армия генерал-фельдмаршал-лейтенанта Г. Б. Огильви избежала разгрома, будучи блокированной шведской армией Карла XII в районе Гродно (ныне территория Республики Беларусь).

## Предыстория
Во время кампании 1705 года русские войска захватили Курляндию и прервали коммуникации шведов, действовавших в Польше, с Лифляндией. После этого главная русская армия (Г. Б. Огильви и А. И. Репнин; 45 пехотных батальонов и 6 драгунских полков = 23 тыс. человек) осталась на зимних квартирах в районе Гродно. Сюда же по приглашению Петра I прибыл Август II, который после отъезда царя возглавил союзную армию. Кавалерия А. Д. Меншикова располагалась в Минске (12 тыс.), остальные русские части дислоцировались в Полоцке, Смоленске и Орше.
Шведская армия во главе с королём Карлом XII (около 15 тысяч) зимовала в Варшаве; в Познани стоял отдельный корпус фельдмаршала К. Г. Реншильда (12—14 тысяч). Краков и Сандомир занимал отряд Н. Стромберга (4—4,5 тысячи). Небольшой шведский отряд (около 1 тысячи человек) занимал Эльбинг.

## Положение русской армии
В январе 1706 русская армия в Гродно насчитывала 24–26 тыс. человек при 103 орудиях. Под началом Г. Б. Огильви имелось 15,966 человек пехоты, «в посылках и больных» — 3,402, в 3 полках (указаны отдельно) — 3,017, всего 22,385. Пехота была разделена на 3 дивизии: самого генерал-фельдмаршал-лейтенанта Г. Б. Огильви (первоначально командовал генерал-поручик В. Венедигер, вскоре умерший), генерала от инфантерии А. И. Репнина и генерал-поручика Л. Н. Алларта) каждая из 2 бригад (6 бригад, командовали генерал-майоры И. И. Чамберс, В. фон Швенден, О. Бирон, Зейдлиц (вскоре тайно бежал из Гродно), Ф. И. Беллинг и бригадир И. Рыддер.
Кавалерия главной армии под командованием генерал-поручика К. Э. Ренне состояла из 2 бригад (генерал-майоров И. Гейнскина и Г. К. Флуга), каждая из 5 драгунских полков. Их общая численность составляла около 7–8 тыс. На начало января кавалерия располагалась в Пултуске и Остроленке и пришла в Гродно 14 (25) января 1706 года.

## Блокада
Русские на время потеряли шведскую армию из вида, когда та двинулась на восток, 13 (24) января 1706 года переправилась через Неман и 15 (26) января 1706 года неожиданно появилась у стен Гродно, начав его блокаду. Зимний переход тяжело дался шведам, потерявшим около 3000 человек. В итоге армия Карла XII под Гродно насчитывала 20 тыс. человек (8 пехотных, 4 драгунских и 5 рейтарских полков), а также 4 тысячи человек из польских и литовских частей Ю. Потоцкого и К. Сапеги.
Корпус А. Д. Меншикова был отброшен к Минску и ничем не мог помочь. Русских войск в Гродно было больше, чем шведов, но они не решались выйти и дать Карлу XII сражение в поле (на то был категорический запрет Петра I). В свою очередь, Карл после рекогносцировки крепости решил не штурмовать укреплённый город, а запер русскую армию, испытывающую нужду в провианте, расположившись в 10 верстах от города.
В ночь с 17 на 18 января король Август II покинул город со своими саксонцами (600 сабель) и 4 русскими драгунскими полками генерал-майора И. Гейнскина, пообещав фельдмаршалу Огильви вскоре прийти с подкреплениями. Почти лишённая кавалерии, необходимой для фуражировки, русская армия оказалась в трудном положении.
После поражения при Фрауштадте 2 (13) февраля 1706 года  Август II бежал в Краков; таким образом, он уже не мог помочь русской армии (сведения об этом поражении достигли Гродно только 26 февраля).
В это время обе армии, русская в Гродно и шведская в его окрестностях, испытывали большую нужду. По ведомости Огильви от 22 декабря (2 января) 1706 года, в Гродно имелось муки 1360 бочек, сухарей 2318 бочек, овса 630 бочек, тогда как в Полоцке для русской армии собрано муки 31 403 бочки, сухарей 10 059 бочек, круп 2623 бочки.
Г. Б. Огильви писал Петру от 6 февраля 1706 года:

Не знаю, как те <Меншиков> могут оправдаться пред Вашим Величеством и пред честным миром, которые оставили меня здесь при разорванном войске, без денег, без магазинов, без артиллерийских и полковых лошадей, всю армию привели в замешательство и, как скоро неприятель пришёл, убежали от войска и чина своего, не сказав мне ни слова! У драгун нет ни одной подковы, и я не могу с места тронуться. Конница, пришедшая в Гродно в одно время с неприятелем, так утомлена, что ни к чему не способна. Вся надежда на Бога!— П. О. Бобровский. История лейб-гвардии Преображенского полка. Том 2. — СПб. 1904.
Дело осложнялось несогласием в русском генералитете: фаворит царя Меншиков интриговал против Огильви, в свою очередь, русские генералы (в частности, А. И. Репнин) подозревали Огильви, что тот действует больше в интересах саксонского курфюрста Августа II. В другом письме Петру (от 17 февраля) Огильви писал:

Указов моих не исполняют ни провиантмейстер, ни кригскомиссар; ничего не думают об интересе Вашего Величества; делают что хотят, людей не берегут и бесполезными посылками, без моего ведома, теряют их. Генерал Ренне рапортует прежде Меншикову, чем мне, прошу на него управы в непослушании и гордости; не могу с ним служить… Штрафы, которые я назначаю, не взыскиваются…— П. О. Бобровский. История лейб-гвардии Преображенского полка. Том 2. — СПб. 1904.
Русская армия потеряла за время блокады около 8 тыс. человек, включая генерала В. Венедигера и бригадира Рыддера. В свою очередь, для добычи провианта шведы вынуждены всё более отдаляться от Гродно и к марту 1706 года стояли уже в 40 верстах.
После получения известия о поражении саксонцев при Фрауштадте (в конце февраля) Пётр I стал настаивать на оставлении Гродно и отступлении даже ценой потери артиллерии. В Гродно прибыл его посланник поручик П. И. Яковлев. К концу февраля удалось обеспечить русскую армию в Гродно провиантом.

## Отступление русской армии
В конце марта 1706 года, по вскрытию реки, русская армия начала переправу в Гродно на левый берег Немана. Военный энциклопедический лексикон сообщает, что переправа продолжалась три дня и что к 30 марта (10 апреля) 1706 года русская армия, бросив артиллерию ("...и артиллерию малую смогли вывести, а остальную всю спустили в реку, которой сказывают со 100 пушек больших и малых, а также всякие многие артиллерийские припасы, а провиант весь так оставили, великое довольство..."), переправилась почти целиком, за исключением арьергарда — драгунского полка полковника И. С. Горбова. Н. П. Волынский пишет, что русская армия покинула Гродно 24 марта (4 апреля) 1706 года, начав переправляться 21 марта. Арьергард И. С. Горбова оставался в Гродно и далее, переправившись на левый берег только 27 марта, причём шведский отряд подошёл к Гродно только 29 марта, а Горбов получил приказ окончательно покинуть город 31 марта.
Покинув Гродно, русская армия направилась к Бресту (который заняла 4 (15) апреля 1706 год) и далее к Ковелю на Волынь, достигнув в мае 1706 года Киева. Тяжёлый весенний переход также стоил больших потерь русской армии (до 9 тыс.).
  
Из-за ледохода, снёсшего построенный шведами мост, Карл XII не смог сразу начать преследование русской армии. Только 3 (14) апреля 1706 год (4 апреля по шведскому стилю) он начал переправу через Неман. Пытаясь перехватить русскую армию, он двигался параллельно — на Слоним и Пинск. Достигнув Пинска в разгар половодья, Карл XII завяз в Полесье, но догнать русскую армию и навязать ей генеральное сражение так и не смог.

## Результаты
Упустив русскую армию, Карл XII сначала укрепил свои позиции в Великом княжестве Литовском (победа под Клецком 19 апреля 1706 г., взятие Ляховичей 1 мая 1706 года), затем вернулся в Польшу, прошёл Силезию и занял Саксонию. 13 (24) сентября 1706 года (14 сентября по шведскому календарю) 1706 года в Альтранштедте подписан мирный договор, по которому Август II вышел из войны, уплатил контрибуцию и лишился короны Речи Посполитой.
Генерал А. Л. Левенгаупт занял оставленную русскими Курляндию.
Г. Б. Огильви в сентябре 1706 года был отстранён от командования и «с неприязнью отпущен в свой край» (перешёл на службу Августа II в чине фельдмаршала саксонской армии). В армию был возвращён генерал-фельдмаршал Б. П. Шереметев, которому поручили всю пехоту; кавалерия вверена генералу А. Д. Меншикову.